# Imcheon-myeon
Imcheon-myeon (koreanska: 임천면) är en socken i kommunen Buyeo-gun i provinsen Södra Chungcheong i Sydkorea, 160 km söder om huvudstaden Seoul.